# Punto di Gergonne
Il punto di Gergonne di un triangolo {\displaystyle \Delta ABC} è l'intersezione {\displaystyle Ge} delle rette che congiungono i vertici del triangolo con i punti di contatto {\displaystyle T_{A},T_{B},T_{C}} dell'incerchio con i lati opposti, ovvero il cerchio inscritto.
Il punto di Gergonne è il coniugato isotomico del punto di Nagel e quello cicloceviano di se stesso.